# 27

27(이십칠)은 26보다 크고 28보다 작은 자연수다.

## 수학
- 합성수로, 그 약수는 1, 3, 9, 27이다. 진약수의 합은 13이므로, 27은 부족수다.
- 3번째 세제곱수다. 앞의 세제곱수는 8, 다음은 64다.
- 3번째 십각수다. 앞의 십각수는 10, 다음은 52이다.
- G(1)이다.
- 300 이하의 11의 배수는 27개다.

## 과학
- 코발트(Co)의 원자번호.
- 천왕성의 위성의 개수는 27개다.
- 달의 공전, 자전주기는 각각 약 27일이다.

## 교통
- 고속도로
  - 순천완주고속도로의 노선번호.
  - 주간고속도로 제27호선: 텍사스주 러벅에서 애머릴로까지 이어지는 미국의 주간고속도로.
  - 유럽 고속도로 27호선(영어판): 프랑스 벨포르에서 이탈리아 아오스타까지 이어지는 유럽 고속도로.
  - 아우토반 27호선: 발스로데(영어판, 독일어판)에서 쿡스하펜까지 이어지는 독일의 고속도로.

- 국도 제27호선
  - 대한민국 27번 국도: 전라남도 완도군 고금면에서 전북특별자치도 군산시 월명동까지 이어지는 대한민국의 국도.
  - 일본 27번 국도: 후쿠이현 쓰루가시에서 교토부 후나이군 교탄바정까지 이어지는 일본의 국도.

## 문화유산
- 대한민국의 국보 제27호: 경주 불국사 금동아미타여래좌상
- 대한민국의 보물 제27호: 김제 금산사 육각 다층석탑
- 대한민국의 사적 제27호: 경주 구정동 방형분

## 방송
- 지니 TV와 B tv의 엠넷 채널 번호.
- 스카이라이프의 KBS 조이 채널 번호.
- U+ TV의 SBS 비즈 채널 번호.
- LG헬로비전의 더라이프 채널 번호.
- B tv 케이블의 MBC 에브리원 채널 번호.
- KT HCN의 롯데원TV 채널 번호.

## 시간
- 라디오에서 27시는 새벽 3시이다.

## 작품
- 《27》: 대한민국 가수 김성규의 2번째 EP. 2015년 5월 11일 출시.

## 기타
- 날짜: 2월 7일
- 연도: 27년, 기원전 27년

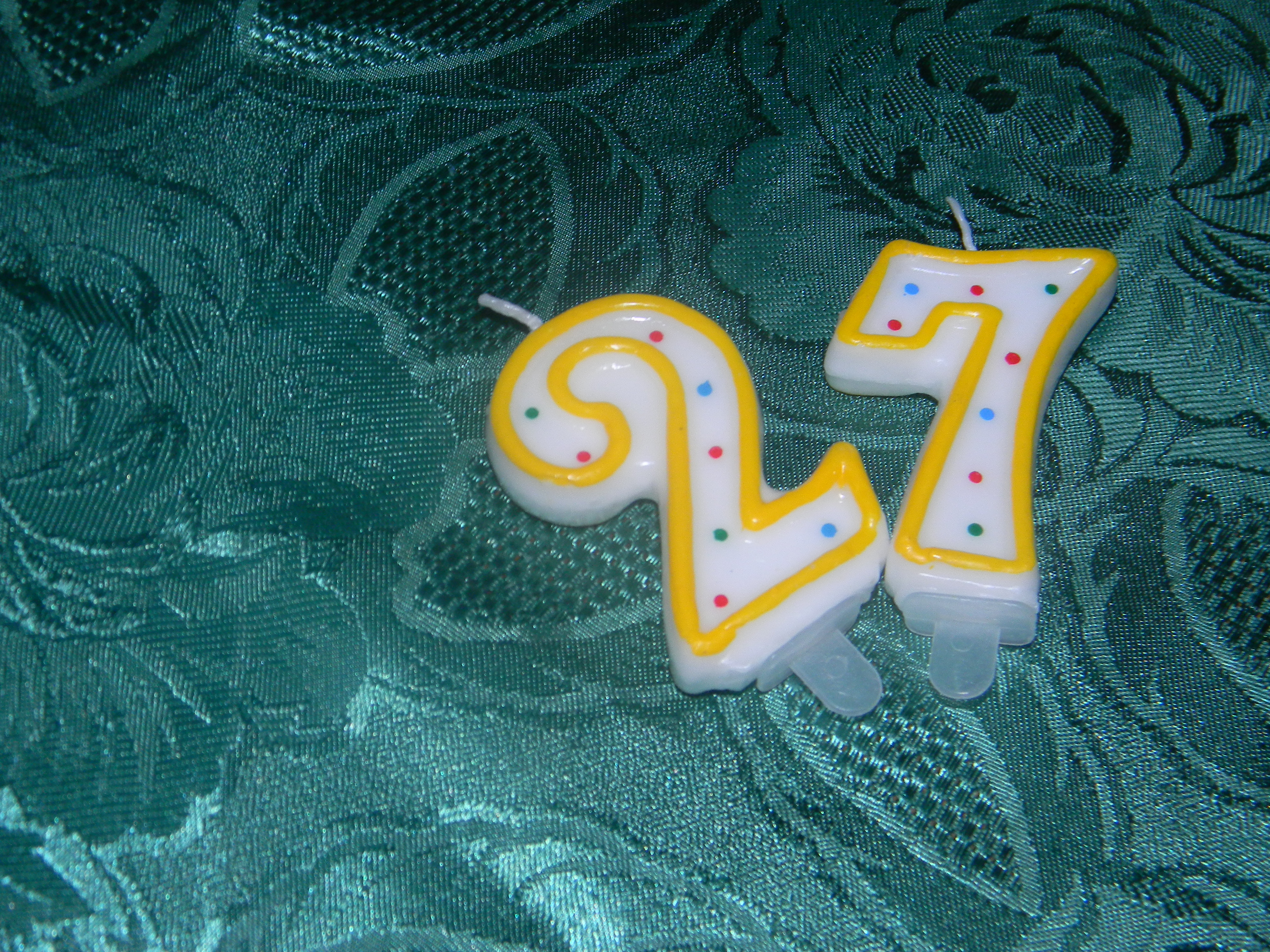

- 2013년까지 유럽 연합에 가입한 국가 수는 27개 국가였다.
- 성경의 신약전서는 총 27권이다.
- 조선 27대 국왕은 대한제국 순종 황제다.
- 현대자동차 그랜저 XG의 T27, S27, X27